# Kazchrome
Kazchrome (kasachisch Қазхром Qaschrom; russisch Казхром Kaschrom) ist ein kasachisches Bergbau- und Metallurgieunternehmen mit Sitz in Aqtöbe, das sich auf die Förderung und Verarbeitung von Chromit konzentriert hat. Es gehört zum international tätigen Konzern Eurasian Natural Resources und ist, gemessen am Umsatz, das größte Privatunternehmen Kasachstans.

## Geschichte
Kazchrome wurde am 20. Oktober 1995 gegründet.

## Unternehmensstruktur
Kazchrome beschäftigt über 19.000 Mitarbeiter in den Tätigkeitsbereichen geologische Erkundung, Abbau und Verarbeitung von Mineralien sowie die Herstellung metallurgischer Produkte. Die vier Standorte befinden sich in den Gebieten Aqtöbe, Pawlodar und Qaraghandy und sind folgende:
- Der Bergbau- und Verarbeitungsbetrieb Donskoi (⊙) bei Chromtau im Gebiet Aqtöbe besteht seit 1938 und ist einer der weltweit größten Tagebaue, in denen Chromit gefördert wird. Die Lagerstätte erstreckt sich über eine Länge von 22 Kilometern und weist eine Breite von etwa sieben Kilometern auf. Gemessen an den hier vorhandenen Reserven ist Donskoi das zweitgrößte Chromitvorkommen weltweit.[3]
- Das Werk Aqtöbe (⊙) in Aqtöbe wurde 1943 gegründet und dient der Verarbeitung von Chromit und der Herstellung von Ferrolegierungen. Hier werden vor allem Ferrochrom und Ferrosilicium produziert. Jährlich werden hier etwa 740.000 Tonnen Ferrolegierungen hergestellt. Das Werk umfasst zwei Schmelzanlagen, eine Anlage zur Aufbereitung von Schlacke und weitere Nebenanlagen.[4]
- Das Werk Aqsu (⊙) in Aqsu besteht seit 1968 und dient ebenfalls der Verarbeitung von Chromit und der Herstellung von Ferrolegierungen. Jährlich werden in der Anlage mehr als eine Million Tonnen davon produziert, wobei der überwiegende Teil exportiert wird. Die Anlage besteht aus vier Schmelzanlagen mit insgesamt 26 Schmelzöfen und einer Anlage zur Aufbereitung von Schlacke.[5]
- Der Bergbaubetrieb Kazmarganets in Qaraghandy wurde 2004 gegründet und beschäftigt rund 600 Mitarbeiter. Die Aktivitäten konzentrieren sich auf die Herstellung von Mangankonzentrat, das in der metallurgischen Industrie verwendet wird. Das Manganerz wird im Tagebau Tur gefördert, der 1997 erschlossen wurde und eine jährliche Förderkapazität von rund 480.000 Tonnen hat.[6]